# Przemysław Smoliński
Przemysław Smoliński (ur. 27 listopada 1992 w Międzyrzecu Podlaskim) – polski siatkarz, grający na pozycji środkowego.

## Kariera

### Kariera klubowa
W 2010 roku zadebiutował w Młodej Lidze na pozycji środkowego w MOS Wola Warszawa (grającym pod nazwą AZS Politechnika Warszawska). W sezonach 2012/2013 i 2013/2014 występował w najwyższej klasie rozgrywek PlusLidze w klubie AZS Politechnika Warszawska. Po dwóch latach przeniósł się do Ślepska Suwałki, grającego w I lidze. W sezonie 2014/2015 z drużyną zdobył brązowy medal. W sezonie 2015/2016 wrócił do PlusLigi i do klubu AZS Politechnika Warszawska. W sezonach 2017/2018-2020/2021 występował w drużynie Cuprum Lubin. Od sezonu 2021/2022 reprezentuje ponownie klub Ślepsk Suwałki.

## Sukcesy klubowe
I liga:
- 2015